# Liga de Abjasia 2012
La Liga de Abjasia 2012 fue la 19.ª edición del campeonato de fútbol de Abjasia. El campeón fue el FK Gagra.

## Tabla de posiciones
| Pos. | Equipo               | PJ | PG | PE | PP | GF | GC | Pts |
| ---- | -------------------- | -- | -- | -- | -- | -- | -- | --- |
| 1.   | FK Gagra             | 18 | 12 | 4  | 2  | 40 | 16 | 40  |
| 2.   | Nart Sukhum          | 18 | 11 | 4  | 3  | 47 | 13 | 37  |
| 3.   | Ritsa Gudauta        | 18 | 8  | 6  | 4  | 30 | 15 | 30  |
| 4.   | Dinamo Sukhum        | 18 | 8  | 6  | 4  | 35 | 21 | 30  |
| 5.   | Samurzakan Gal       | 18 | 6  | 3  | 9  | 19 | 26 | 21  |
| 6.   | Abazg Sukhum         | 18 | 2  | 5  | 11 | 21 | 41 | 11  |
| 7.   | Yertsakhu Ochamchira | 18 | 2  | 0  | 16 | 11 | 71 | 6   |